# Чехословацкий Военный крест (1939)
Чехословацкий Военный крест 1939—1945 годов (чеш. Československý válečný kříž 1939—1945), военная награда Чехословацкой Республики, учреждённая для награждения военнослужащих, принимавших участие в сражениях Второй мировой войны.
Крест имеет одну степень и вручается один раз. Впоследствии, при возникновении у ранее награждённого новых заслуг, достойных награждения военным крестом, ему вручались только бронзовые липовые ветки для крепления на ленту креста.
Автором эскиза креста является Рудольф Полак.

## История
20 декабря 1940 года правительство Чехословакии в изгнании, находившееся в Лондоне, приняло решение № 4/1941 об учреждении Военного креста, аналогичного Военному кресту 1918 года, с целью поощрения граждан и военнослужащих, участвующих в освобождении территории Чехословакии от немецкой оккупации.
После освобождения Чехословакии постановление об учреждении креста было утверждено 26 января 1946 года, а впоследствии дополнено постановлением от 18 января 1949 года № 30/1949, после чего вошло и в наградную систему ЧССР, вплоть до 1992 года.
Среди награждённых орденом были иностранные граждане (так, этим орденом был награждён командир советского партизанского отряда "Ермак" М. Ф. Петровский,  командир зенитной артиллерийской батареи участвовавшей в освобождении Праги А. Ф. Вураки).

## Описание знака
Знак изготавливается из бронзы и представляет собой четырёхконечный крест с расширяющимися заострёнными концами. В центре гербовой щит Чехословакии. За щитом, по диагонали, между лучами креста два скрещенных меча остриями вверх.
Реверс знака несёт на себе круглые медальоны на концах креста с изображениями гербов исторических земель Чехословакии: Словакии, Моравии, Силезии, Подкарпатской Руси; в центре герб Богемии.
Знак при помощи металлического кольца подвешен к белой ленте с красными и синими полосками.